# Вознесенское (Харьковская область)
Вознесенское (укр. Вознесенське), село, 
Мартыновский сельский совет, 
Красноградский район, 
Харьковская область.
Код КОАТУУ — 6323382503. Население по переписи 2001 года составляет 36 (11/25 м/ж) человек.

## Географическое положение
Село Вознесенское находится на левом берегу реки Берестовая, выше по течению примыкает село Мартыновка, ниже по течению на расстоянии в 1,5 км расположено село Гадяч.
К селу примыкает несколько лесных массивов (сосна).
Через село проходит автомобильная дорога Т-2119.

## История
- 1852 — дата основания.

## Объекты социальной сферы
Амбулатория